# Federico Escario García
Federico Escario García   (25 de setembre de 1854 - 1 de febrer de 1913) fou un militar i polític espanyol, fill del general de brigada Luis Escario y Molina, diputat a les Corts Espanyoles durant la restauració borbònica

## Biografia
Participà activament en la tercera guerra carlina, on fou ferit greument a Puente la Reina (1873), pel que fou ascendit a tinent, i participà en els combats de Lácar i Lorca (3 de febrer de 1875) i en el setge de Bilbao. Ascendit a comandant, en recuperar-se de les ferides fou destinat a Matanzas (Cuba) en 1895.
Lluità a la guerra hispano-estatunidenca com a coronel del Regiment Isabel la Católica núm 75 a la zona entre Manzanillo i Santiago de Cuba sota les ordres de Valerià Weyler i Nicolau i Arsenio Martínez-Campos Antón, amb els quals arribà a general de brigada.
El 1900 fou nomenat governador militar de la província d'Alacant i a les eleccions generals espanyoles de 1907 fou elegit diputat pel districte de Villena del Partit Conservador. Es casà amb Rafaela Pasqual de Bonanza y Pasqual de Bonanza.